# Lilly Yokoi
Lilly Yokoi (Nueva York, 1929) es una acróbata de bicicletas japonesa-estadounidense conocida como "La bailarina de la bicicleta dorada". Yokoi realizó una gira con su familia, actuó en solitario a partir de 1956 tras su aparición en The Ed Sullivan Show y se convirtió en una de las artistas de circo más solicitadas de su tiempo.

## Trayectoria
Yokoi nació en 1929 en la ciudad de Nueva York en una familia de artistas de circo y vodevil. Su padre nacido en Tokio, abandonó sus estudios de derecho y comenzó a realizar trucos en bicicleta, y finalmente viajó por todo el mundo junto con su esposa. Entrenaron a sus hijos en este arte y se convirtieron en la Yokoi Family Bicycle Troupe o simplemente Yokoi Troupe y se establecieron en los Estados Unidos.
Actuando juntos como familia, se destacó por sus piruetas difíciles, sobre todo el "Boomerang Swing", donde se balancea alrededor de la bicicleta varias veces en rápida sucesión mientras la bicicleta está en movimiento.
En 1956, Yokoi apareció sin su familia en el programa The Ed Sullivan Show, lo que dio inicio a su carrera en solitario. Realizó una gira con los Harlem Globetrotters, actuando antes del evento principal y entre descansos.
Tras recibir como regalo una bicicleta chapada en oro de 18 quilates, Yokoi se hizo conocida como "La bailarina de la bicicleta dorada". En 1961 actuó en el Radio City Music Hall, donde desmontó y volvió a montar la nueva bicicleta mientras estaba en movimiento. Variety destacó su "fantástica gimnasia, hazañas de equilibrio y otras hazañas atrevidas".
A lo largo de su carrera, apareció en varios programas de televisión como What's My Line? , The Paul Daniels Magic Show, y Royal Variety Performance; y compartió escenario con muchas estrellas del circo de todo el mundo. En 1952 estuvo de gira con el Circo Knie. Yokoi tenía tanta demanda que el circo Bertram Mills tuvo que contratarla con cuatro años de antelación para su especial de televisión de la BBC de 1963.
A mediados de la década de 1960, apareció en el documental Rings Around The World, sobre los 19 actos de circo más importantes del mundo de la época, actuó en el espectáculo teatral de Las Vegas: Hello, America e hizo otra aparición en The Ed Sullivan Show. En la década de 1970 realizó una gira con el Ringling Brothers and Barnum & Bailey Circus, nuevamente con los Harlem Globetrotters, y actuó en Blackpool Tower Circus en Lancashire, donde en 1982 hizo su última aparición conocida.
Yokoi se casó en 1955 con Ronald Johansson, un acróbata sueco conocido como Rolando. Vivieron durante un tiempo en Nueva Jersey. Se jubiló en Japón.

## Reconocimientos
La bicicleta dorada usada por Yokoi en sus espectáculos en solitario, es uno de los objetos que se exhibe en el museo español dedicado al circo, Circusland.

## Publicaciones
- 1963 - The Illustrated London News. Illustrated London News & Sketch Limited.
- 1977 -  Le Grand livre du cirque. Bibliothèque des arts. Monica J. Renevey.